# Superpuchar Danii w piłce nożnej
Superpuchar Danii w piłce nożnej (duń. Super Cuppen) – trofeum przyznawane zwycięskiej drużynie meczu rozgrywanego pomiędzy aktualnym Mistrzem Danii oraz zdobywcą Pucharu Danii w danym sezonie (jeżeli ta sama drużyna wywalczyła zarówno mistrzostwo, jak i Puchar kraju - to jej przeciwnikiem zostaje finalista Pucharu). Rozgrywki odbywały się od 1994 roku do 2005, kiedy to zaprzestano rozgrywania tego pucharu z powodu braku zainteresowania ze strony zarówno fanów, jak i klubów.

## Historia
W sezonie 1994 odbył się pierwszy oficjalny mecz o Superpuchar Danii. Pierwszy pojedynek rozegrano 27 lipca 1994 roku. W tym meczu zdobywca pucharu Brøndby IF pokonał 4:0 mistrza kraju Silkeborg IF. W latach 1994–1997 puchar był rozgrywany na Brøndby Stadion. Kolejne edycje były rozgrywane na stadionach gospodarzy, tj. mistrzów kraju. Superpuchar w 1998 i 2003 roku nie został rozegrany.

## Format
Mecz o Superpuchar Danii rozgrywany był przed rozpoczęciem sezonu. W przypadku remisu po upływie regulaminowego czasu gry przeprowadza się dogrywka. Jeżeli i ona nie wyłoni zwycięzcę, to od razu zarządzana jest seria rzutów karnych.

## Zwycięzcy i finaliści
| Sezon                                 | K | K | T | Zwycięzca    | Wynik            | Finalista    | Data, miejsce                               | Uwagi                                                  |
| Superpuchar Danii (duń. Super Cuppen) |   |   |   |              |                  |              |                                             |                                                        |
| 1994                                  |   |   | 1 | Brøndby IF   | 4:0              | Silkeborg IF | 27.07.1994, Brøndby Stadion, Brøndby, 4.105 |                                                        |
| 1995                                  |   |   | 1 | FC København | 2:1              | AaB          | 21.06.1995, Brøndby Stadion, Brøndby, 1.556 |                                                        |
| 1996                                  |   |   | 2 | Brøndby IF   | 4:0              | AGF          | 3.09.1996, Brøndby Stadion, Brøndby, 3.139  |                                                        |
| 1997                                  |   |   | 3 | Brøndby IF   | 2:0              | FC København | 23.07.1997, Brøndby Stadion, Brøndby, 6.662 |                                                        |
| 1998                                  |   |   |   |              |                  |              | Brøndby Stadion, Brøndby                    | meczu pomiędzy Brøndby IF i FC København nie rozegrano |
| 1999                                  |   |   | 1 | AB           | 2:2 pd. (k. 4:2) | AaB          | 7.03.2000, Aalborg Stadion, Aalborg, 1.899  |                                                        |
| 2000                                  |   |   | 1 | Viborg FF    | 1:1 pd. (k. 7:6) | Herfølge BK  | 18.07.2000, Herfølge Stadion, Køge, 1.052   |                                                        |
| 2001                                  |   |   | 2 | FC København | 2:0              | Silkeborg IF | 7.10.2001, Parken, Kopenhaga, 2.007         |                                                        |
| 2002                                  |   |   | 4 | Brøndby IF   | 1:0              | OB           | 23.07.2002, Brøndby Stadion, Brøndby, 6.014 |                                                        |
| 2003                                  |   |   |   |              |                  |              | Parken, Kopenhaga                           | meczu pomiędzy FC København i Brøndby IF nie rozegrano |
| 2004                                  |   |   | 3 | FC København | 2:1              | AaB          | 20.07.2004, Parken, Kopenhaga, 4.926        |                                                        |

Uwagi:

- wytłuszczono i kursywą oznaczone zespoły, które w tym samym roku wywalczyły mistrzostwo i Puchar kraju (dublet),
- wytłuszczono zespoły, które zdobyły mistrzostwo kraju,
- kursywą oznaczone zespoły, które zdobyły Puchar kraju.

## Statystyka

### Klasyfikacja według klubów
W dotychczasowej historii finałów o Superpuchar Danii na podium oficjalnie stawało w sumie 9 drużyn. Liderem klasyfikacji jest Brøndby IF, który zdobył trofeum 4 razy.
Stan na 31.05.2022. 
| Lp. | Klub         | Zdobywca | Finalista  | Zwycięskie sezony | Przegrane finały |   |   |                        |  |
| --- | ------------ | -------- | ---------- | ----------------- | ---------------- | - | - | ---------------------- |  |
| Lp. | Klub         | 1.       | Brøndby IF | Zwycięskie sezony | Przegrane finały | 4 | 0 | 1994, 1996, 1997, 2002 |  |
| 2.  | FC København | 3        | 1          | 1995, 2001, 2004  | 1997             |   |   |                        |  |
| 3.  | AaB          | 1        | 0          | 1999              |                  |   |   |                        |  |
| 3.  | Viborg FF    | 1        | 0          | 2000              |                  |   |   |                        |  |
| 5.  | AaB          | 0        | 3          |                   | 1995, 1999, 2004 |   |   |                        |  |
| 6.  | Silkeborg IF | 0        | 2          |                   | 1994, 2001       |   |   |                        |  |
| 7.  | AGF          | 0        | 1          |                   | 1996             |   |   |                        |  |
| 7.  | Herfølge BK  | 0        | 1          |                   | 2000             |   |   |                        |  |
| 7.  | OB           | 0        | 1          |                   | 2002             |   |   |                        |  |

### Klasyfikacja według miast
Stan na 31.05.2022.
| Miasto    | Liczba tytułów | Kluby                     |
| --------- | -------------- | ------------------------- |
| Brøndby   | 4              | Brøndby IF (4)            |
| Kopenhaga | 4              | FC København (3), AaB (1) |
| Viborg    | 1              | Viborg FF (1)             |

### Klasyfikacja według kwalifikacji
| Tytuł                   | Zwycięstw | Finałów |
| ----------------------- | --------- | ------- |
| Mistrz Danii            | 5         | 4       |
| Zdobywca Pucharu Danii  | 5         | 5       |
| Finalista Pucharu Danii | 0         | 1       |